# 호조정 (후쿠오카현)
호조정(方城町)은 후쿠오카현 중앙부에 위치해 다가와군에 속했다.
2006년 3월 6일, 가나다정, 아카이케정과 신설합병해 후쿠치정이 되어 자치체로서의 호조정은 소멸하였다. 
현재의 후쿠치정에 해당한다.

## 역사
- 1889년 4월 1일 - 정촌제 시행에 수반해 호조촌이 성립하였다.
- 1956년 8월 1일 - 정으로 승격해 호조정이 되었다.
- 2006년 3월 6일 - 가나다정, 아카이케정과 합병해 후쿠치정이 탄생, 자치체는 소멸하였다.